# Eli Biham
Eli Biham (hebr. אלי ביהם; ur. 1960) – izraelski informatyk, kryptograf, profesor Instytutu Technologii Technion. Wspólnie z Adim Shamirem stworzyli niezależnie i opublikowali po raz pierwszy kryptoanalizę różnicową (wcześniej wymyśloną przez zespół naukowców w IBM, ale nieopublikowaną).
Współautor następujących algorytmów kryptograficznych:
- Serpent (wspólnie z Rossem Andersonem i Larsem Knudsenem)
- Tiger (z Rossem Andersonem)
- Py (z Jennifer Seberry)
- SHAvite-3 (z Orrem Dunkelmanem)